# 西山洋介
西山 洋介（にしやま ようすけ、1972年〈昭和47年〉1月 - ）は、日本のアニメプロデューサー。株式会社KADOKAWAで、主にアニメの宣伝プロデューサーを担当していた。東京都出身。

## 経歴
都内の理系大学を卒業後、当時の株式会社角川書店（現KADOKAWA）に入社。入社後はゲーム開発の部署を経て、「トリニティ・ブラッド」の宣伝を機にアニメ業界デビュー。以降は宣伝プロデューサーとして、「涼宮ハルヒの憂鬱」や「らき☆すた」、「氷菓」などの角川アニメを代表する人気作のプロモーションを手掛けた。また、アニプレックスの宣伝プロデューサーである高橋祐馬らと共にAnimeJapanの前身となるアニメ コンテンツ エキスポの立ち上げに携わり、2019年には同イベントの総合プロデューサーを担当した。

## 人物
露出が多い業界人の一人であり、ラジオ番組やインタビュー企画、イベントのトークショーなどに数多く登場している。また、かつては「西山洋介の聴く映像特典（仮）」という広報Youtubeチャンネルを運営していた。

## 作品一覧

### テレビアニメ

#### 2005年
- トリニティ・ブラッド - 宣伝
- フルメタル・パニック!The Second Raid - プロモーション
- SHUFFLE! - 宣伝
- かりん - 宣伝

#### 2006年
- 涼宮ハルヒの憂鬱 - プロモーション
- ザ・サード ~蒼い瞳の少女~ - 宣伝
- 少年陰陽師 - 広報協力
- N・H・Kにようこそ - 広報・宣伝
- 機神咆吼デモンベイン - 広報宣伝

#### 2007年
- らき☆すた - プロモーション
- ご愁傷さま二ノ宮君 - 宣伝
- 風のスティグマ - 宣伝
- ムシウタ - 広報・宣伝プロデューサー
- レンタルマギカ - 宣伝

#### 2008年
- H2O -FOOTPRINTS IN THE SAND- - 広報・宣伝
- 我が家のお稲荷さま。- 宣伝
- 純情ロマンチカ - 宣伝
- ストライクウィッチーズ - 宣伝
- 喰霊-零- - 宣伝
- 純情ロマンチカ２ - 宣伝

#### 2009年
- 涼宮ハルヒの憂鬱（2009年放送版）- プロモーション
- シャングリ・ラ - 宣伝
- 空を見上げる少女の瞳に映る世界 - 宣伝
- 生徒会の一存 - 宣伝
- そらのおとしもの - 宣伝
- こばと。- プロモーション
- キディ・ガーランド - 宣伝
- 鋼殻のレギオス - 広報・宣伝

#### 2010年
- おまもりひまり - 広報・宣伝
- ストライクウィッチーズ２ - 宣伝
- そらのおとしもの フォルテ -宣伝
- パンティ&ストッキングwithガーターベルト - 番組宣伝
- FORTUNE ARTERIAL 赤い約束 - 宣伝広報

#### 2011年
- GOSICK-ゴシック- - 宣伝
- これはゾンビですか？ - 宣伝
- 日常 - プロモーション
- STEINS;GATE - 広報
- 世界一初恋、世界一初恋 2 - 宣伝
- いつか天魔の黒ウサギ - 宣伝
- R-15 - 宣伝
- ダンタリアンの書架 - 宣伝広報
- マケン姫っ! - 宣伝
- 未来日記 - 宣伝
- 快盗天使ツインエンジェル キュンキュン☆ときめきパラダイス!! - 宣伝

#### 2012年
- Another - 宣伝
- これはゾンビですか？OF THE DEAD - 宣伝
- 氷菓 - プロモーション
- うぽって! - 広報

#### 2013年
- デート・ア・ライブ - 広報
- Fate/kaleid liner プリズマ☆イリヤ - 宣伝担当
- 勇者になれなかった俺はしぶしぶ就職を決意しました。- 宣伝

#### 2014年
- 棺姫のチャイカ - 製作協力

#### 2015年
- 長門有希ちゃんの消失 - プロモーション

#### 2016年
- 新妹魔王の契約者 BURST - 宣伝
- 紅殻のパンドラ - 宣伝
- アンジュ・ヴィエルジュ - 宣伝プロデューサー
- ブレイブウィッチーズ - 宣伝プロデューサー
- ビッグオーダー - 宣伝担当

#### 2017年
- 終末なにしてますか? 忙しいですか? 救ってもらっていいですか? - プロモーション
- バチカン奇跡調査官 - 宣伝協力

### 劇場アニメ

#### 2006年
- 時をかける少女 - 角川書店 製作委員会メンバー

#### 2008年
- 超劇場版ケロロ軍曹3 ケロロ対ケロロ天空大決戦であります! - 角川書店 製作委員会メンバー

#### 2009年
- 天上人とアクト人最後の戦い - 宣伝
- 超劇場版ケロロ軍曹 撃侵ドラゴンウォリアーズであります! - 角川書店 製作委員会メンバー

#### 2010年
- 涼宮ハルヒの消失 - プロモーション
- 超劇場版ケロロ軍曹 誕生!究極ケロロ 奇跡の時空島であります!! - 角川書店 製作委員会メンバー

#### 2011年
- 劇場版 そらのおとしもの 時計じかけの哀女神 - 協力

#### 2012年
- ストライクウィッチーズ 劇場版 - 宣伝

#### 2014年
- そらのおとしものFinal 永遠の私の鳥籠 - 宣伝協力
- 劇場版 世界一初恋 ～横澤隆史の場合～ - ドコモ・アニメストア 製作委員会メンバー

### OVA

#### 2007年
- ストライクウィッチーズOVA - 宣伝

#### 2008年
- らき☆すたOVA - プロモーション

#### 2011年
- 世界一初恋シリーズ
  - ～小野寺律の場合～ - 宣伝
  - ～羽鳥芳雪の場合～ - 宣伝

#### 2012年
- 純情ロマンチカOAD - 宣伝

### その他

#### 2019年
- AnimeJapan2019 - 総合プロデューサー